# Bellator 67
 Bellator LXVII  foi um evento de artes marciais mistas organizado pelo Bellator Fighting Championships, ocorrido em 4 de maio de 2011 no Casino Rama em Rama, Ontario. O evento foi transmitido ao vivo na MTV2.

## Background
O Campeão Peso Leve do Bellator, Michael Chandler, competiu em uma luta não válida pelo título contra o veterano do PRIDE, UFC e DREAM, Akihiro Gono, nesse evento.